# Kathi Schwaab
Kathi Schwaab (* 26. November 1972) ist eine ehemalige deutsche Biathletin.
Kathi Schwaab lebt in Forchheim (Franken) und arbeitet als Bankkauffrau. Sie begann 1989 mit dem Biathlonsport und startete erstmals 1993 in ihrer Heimat Oberhof im Biathlon-Weltcup. Schon in ihrem ersten Rennen, einem Einzel, gewann sie als 13. erste Weltcup-Punkte. Bei den Biathlon-Weltmeisterschaften 1995 gewann Schwaab mit Simone Greiner-Petter-Memm, Uschi Disl und Petra Behle die Silbermedaille im Teamwettkampf. 1996 konnte sie in Östersund als Fünfte in einem Einzel erstmals unter die besten Zehn in einem Weltcuprennen laufen. In derselben Saison erreichte sie in Oberhof als Sprintdritte ihr bestes Ergebnis in einem Einzelrennen. Nur in einem Teamrennen 1997 in Ruhpolding konnte sie mit Rang zwei eine noch bessere Platzierung erreichen. In der Gesamtwertung des Einzel-Weltcups belegte Schwaab Rang zehn. 1997 nahm sie auch zum zweiten Mal an Biathlon-Weltmeisterschaften teil. In Osrblie startete sie im Einzel und wurde 34. und erreichte im Teamrennen Platz 13. Außerdem wurde sie 1999 Europameisterin im Einzel und konnte 1994 im Sprint und 1995 mit der Staffel noch je eine Bronzemedaille gewinnen.

## Biathlon-Weltcup-Platzierungen
| Platzierung | Einzel | Sprint | Verfolgung | Massenstart | Team | Staffel | Gesamt |
| ----------- | ------ | ------ | ---------- | ----------- | ---- | ------- | ------ |
| 1. Platz    |        |        |            |             |      |         |        |
| 2. Platz    |        |        |            |             | 1    |         | 1      |
| 3. Platz    |        | 1      |            |             |      |         | 1      |
| Top 10      | 2      | 3      | 2          |             | 1    | 2       | 10     |
| Punkteränge | 8      | 7      | 3          | 1           | 1    | 2       | 22     |
| Starts      | 16     | 21     | 5          | 1           | 1    | 2       | 46     |